# Petrus I. (Abt von St. Blasien)
Petrus I. (* in Thayngen; † 11. März 1348 in St. Blasien) war von 1334 bis 1348 Abt im Kloster St. Blasien im Südschwarzwald.

## Wappen
Auf silber ein halber (Hals, Kopf und Flügel) rotbezungter schwarzer Greif.